# Stachys abchasica
Stachys abchasica là một loài thực vật có hoa trong họ Hoa môi. Loài này được (N.P.Popov ex Grossh.) Czerep. miêu tả khoa học đầu tiên năm 1995.